# Suwannakhuha (huyện)
Suwannakhuha (tiếng Thái: สุวรรณคูหา) là huyện (amphoe) cực bắc của Tỉnh Nongbua Lamphu, đông bắc Thái Lan.

## Lịch sử
Tiểu huyện (King Amphoe) được lập ngày 17 tháng 7 năm 1973, khi 3 tambon Na Si, Ban Khok và Na Di đã được tách ra từ Na Klang district. Đơn vị này đã được nâng cấp thành huyện ngày 25 tháng 3 năm 1979. Năm 1993, đây là một trong năm huyện của tỉnh Udon Thani được tách ra để lập tỉnh mới Nong Bua Lam Phu.

## Địa lý
Các huyện giáp ranh (từ phía nam theo chiều kim đồng hồ) là Na Klang của Tỉnh Nongbua Lamphu, Na Duang của tỉnh Loei, Nam Som, Ban Phue, Kut Chap của tỉnh Udon Thani.

## Hành chính
Huyện này được chia thành 8 phó huyện (tambon), các đơn vị này lại được chia ra thành 92 làng (muban). Có hai thị trấn (thesaban tambon) - Suwannakhuha nằm trên một phần của the tambon Suwannakhuha, Na Si, and Kut Phueng; and Ban Khok nằm trên một phần của tambon Ban Khok. Có 7 Tổ chức hành chính tambon.
| STT | Tên          | Tên tiếng Thái | Số làng | Dân số |  |
| --- | ------------ | -------------- | ------- | ------ |  |
| 1.  | Na Si        | นาสี            | 14      | 8.269  |  |
| 2.  | Ban Khok     | บ้านโคก         | 13      | 12.395 |  |
| 3.  | Na Di        | นาดี            | 12      | 10.609 |  |
| 4.  | Na Dan       | นาด่าน          | 11      | 8.736  |  |
| 5.  | Dong Mafai   | ดงมะไฟ         | 12      | 10.272 |  |
| 6.  | Suwannakhuha | สุวรรณคูหา       | 13      | 4.462  |  |
| 7.  | Bun Than     | บุญทัน           | 9       | 5.841  |  |
| 8.  | Kut Phueng   | กุดผึ้ง           | 8       | 5.693  |  |